# Natas Kaupas
Natas Kaupas (1969) is een Litouwse skateboarder die veel faam verwierf in die wereld, mede omdat hij in 1985 een van de eerste professionele skaters was.  Hij is uitvinder van onder andere de Natas Spin. 
In 2004 startte hij zijn eigen skateboardbedrijf genaamd Designarium.
Ook is Natas Kaupas een personage in het spel Tony Hawk's Underground 2.